# 51 Ophiuchi
51 Ophiuchi, som är stjärnans Flamsteed-beteckning, är en ensam stjärna i den södra delen av stjärnbilden Ormbäraren, som också har Bayer-beteckningen c Ophiuchi. Den har en genomsnittlig skenbar magnitud på ca 4,81 och är svagt synlig för blotta ögat där ljusföroreningar ej förekommer. Baserat på parallaxmätning inom Hipparcosuppdraget på ca 8,0 mas, beräknas den befinna sig på ett avstånd på ca 410 ljusår (ca 124 parsek) från solen. Den rör sig närmare solen med en heliocentrisk radialhastighet av ca -12 km/s. Stjärnan är uppmärksammad för att vara "ett sällsynt, närliggande exempel på ett ungt planetsystem, som just går in i den sista fasen av planetbildning".

## Egenskaper
51 Ophiuchi är en vit till blå jättestjärna av spektralklass B9.5 IIIe. Det råder osäkerhet om stjärnans klassificering. Den nominella klassificeringen är B9.5IIIe, en jättestjärna av spektraltyp B med emissionslinjer, men den har också klassificerats som en A0 II-IIIe-stjärna och som en Herbig Ae/Be-stjärna. Den har en massa som är ca 3,3 solmassor, en radie som är ca 5,7 solradier och utsänder ca 3 gånger mera energi än solen från dess fotosfär vid en effektiv temperatur på ca 9 750 K. Stjärnan roterar snabbt med en projicerad rotationshastighet på 267 km/s, nära dess kritiska rotationshastighet.
51 Ophiuchi är en misstänkt variabel, som varierar mellan visuell magnitud +4,79 och 4,82 utan någon fastställd periodicitet.

## Stoft- och gasskiva
51 Ophiuchi är omgiven av stoft och gas som verkar vara en ung stoftskiva och förmodligen är ett planetsystem i de sena bildningsstadierna. Detta system liknar Beta Pictoris, en välkänd stjärna med en stor stoftskiva, på flera sätt; spektraltyp, närvaro av en skiva med både gas och stoft och närvaro av variabla blåskiftade absorptionslinjer som antyder infallande kometer.
Avståndet till 51 Ophiuchi är mycket större än avståndet till Beta Pictoris, och dess stoftskiva är relativt kompakt. Som en konsekvens av detta kräver skivan kring 51 Ophiuchi en interferometer för att kunna upplösa, i motsats till den vid Beta Pictoris, som har observerats med visuell spektrumavbildning. Nya observationer av 51 Ophiuchi gjorda med Keck Interferometer Nuller vid WM Keck Observatory visar att skivan har två delar, ett centralt moln av stora partiklar (exozodiakalt stoft) omgivet av ett mycket större moln av små silikatpartiklar som sträcker sig ut till ca 1 000 astronomiska enheter från stjärnan. Den inre skivan har en radie som är ungefär fyra gånger avståndet mellan solen och jorden, med en densitet på ca 100 000 gånger stoftet i solsystemet.